# Discours judiciaire
Le discours judiciaire est une des trois formes de discours définies par Aristote dans Rhétorique (qui sont le discours judiciaire, le discours délibératif et le discours épidictique).
Ce discours est prononcé devant des juges dans le but de convaincre. Il est appuyé essentiellement sur des faits passés.
Il est composé : 
- de l'exorde, introduction visant a se concilier la bienveillance des juges. On attire sur soi la pitié ou l'admiration, la colere ou le mépris.  
- l'expose de fait 
- l'argumentation 
- la péroraison 